# Joseph Santay
Biskup Joseph Santay FSSPV – amerykański duchowny sedewakantystyczny. Wyświęcony na biskupa 28 lutego 2007 r. przez bp Clarence'a Kelly'ego.